# Tỉnh ủy Phú Thọ
Tỉnh ủy Phú Thọ hay còn được gọi Ban chấp hành Đảng bộ tỉnh Phú Thọ, hay Đảng ủy tỉnh Phú Thọ. Là cơ quan lãnh đạo cao nhất của Đảng bộ tỉnh Phú Thọ giữa hai kỳ đại hội đại biểu Đảng bộ tỉnh.
Đứng đầu Tỉnh ủy là Bí thư Tỉnh ủy và thường là ủy viên Ban Chấp hành Trung ương Đảng.

## Lịch sử
Thực hiện Nghị quyết của Trung Ương, từ cuối năm 1939, xứ ủy Bắc Kỳ cử nhiều cán bộ về tỉnh Phú Thọ hoạt động và gây dựng cơ sở cách mạng ở một số nơi như Cẩm Khê, Thái Ninh (Thanh Ba). Trên địa bàn huyện Phù Ninh, các đồng chí Lương Khánh Thiện -  ủy viên thường vụ Xứ ủy, đồng chí Trần Quý Kiên – Xứ ủy viên đã gây dựng những hạt giống cách mạng đầu tiên tại hai cơ sở là Trạm Thản và xóm Cẩm Sơn (hay còn gọi là ấp Cẩm Sơn) thuộc xã Liên Hoa ngày nay.(đánh dấu mốc về sự ra đời của Đảng bộ tỉnh Phú Thọ). Đầu năm 1940, khi cơ sở cách mạng trong tỉnh mở rộng, số lượng đảng viên tăng, để thống nhất sự chỉ đạo, tháng 3 năm 1940 dựa trên cơ sở của 4 chi bộ đầu tiên trên địa bàn tỉnh,đồng chí Lương Khánh Thiện thay mặt Ban Thường vụ Xứ ủy Bắc Kỳ quyết định thành lập Ban cán sự tỉnh Phú Thọ gồm 5 đồng chí, do đồng chí Đào Duy Kỳ làm Bí thư và 4 thành viên. Hội nghị thành lập Đảng bộ tỉnh được tổ chức tại ấp Cẩm Sơn (nay thuộc xã Liên Hoa, huyện Phù Ninh, tỉnh Phú Thọ).
Tháng 1/1947 Đại hội Đại biểu Đảng bộ Phú Thọ tổ chức tại Cát Trù, huyện Cẩm Khê. Đại hội đã bầu Ban Chấp hành đảng bộ tỉnh, bí thư tỉnh ủy. Đại hội đã quyết định đổi tên Ban Cán sự Đảng tỉnh Phú Thọ thành Tỉnh ủy Phú Thọ.
Ngày 26/01/1968, Ủy ban Thường vụ Quốc hội ra Nghị quyết 504-NQ/QH về việc hợp nhất hai tỉnh Phú Thọ và Vĩnh Phúc thành tỉnh Vĩnh Phú để phù hợp với yêu cầu và nhiệm vụ trong giai đoạn mới của cách mạng. Tháng 5/1968, Ban Chấp hành Trung ương Đảng chỉ định Ban Chấp hành lâm thời Đảng bộ tỉnh Vĩnh Phú.
Trong thời gian từ 1968-1996 Đảng bộ Phú Thọ và Đảng bộ Vĩnh Phúc hợp chung thành Đảng bộ Vĩnh Phú.
Ngày 12/12/1996, Bộ Chính trị, Ban Chấp hành Trung ương Đảng đã ra Quyết định số 117-QĐNS/TW thành lập Đảng bộ Phú Thọ và chỉ định Ban Chấp hành lâm thời của Đảng bộ. Từ 1996 tới nay Đảng bộ được gọi là Tỉnh ủy Phú Thọ.

## Tổ chức
Tỉnh ủy Phú Thọ gồm các ban, đơn vị trực thuộc sau:
- Văn phòng Tỉnh ủy
- Ban Tổ chức Tỉnh ủy
- Ủy ban Kiểm tra Tỉnh ủy
- Báo Phú Thọ
- Trường Chính trị Tỉnh
- Đảng ủy UBND tỉnh
- Đảng uỷ các Cơ quan Đảng tỉnh
- Ban Tuyên giáo và Dân vận Tỉnh uỷ
- Ban Nội chính Tỉnh ủy

## Bí thư Tỉnh ủy
Bí thư Tỉnh ủy là người đứng đầu Đảng bộ tỉnh. Phú Thọ là đơn vị hành chính cấp tỉnh nên các bí thư tỉnh ủy thường là Ủy viên Trung ương Đảng.

### Giai đoạn 1940-1947
| STT | Tên                         | Nhiệm kỳ      | Chức vụ                                            | Ghi chú |
| --- | --------------------------- | ------------- | -------------------------------------------------- | ------- |
| 1   | Đào Duy Kỳ                  | 3-8/1940      | Bí thư Ban Cán sự Đảng tỉnh Phú Thọ                |         |
| 2   | Lê Đồng (Đào Năng Thại)     | 8/1940-1944   | Bí thư Ban Cán sự Đảng tỉnh Phú Thọ                |         |
| 3   | Bình Phương (Nguyễn Đức Vũ) | 1944-3/1945   | Bí thư Ban Cán sự Đảng tỉnh Phú Thọ                |         |
| 4   | Ngô Minh Loan               | 4-8/1945      | Bí thư Ban Cán sự Đảng liên tỉnh Phú Thọ - Yên Bái |         |
| 5   | Trần Quang Bình             | 9/1945-7/1946 | Bí thư Tỉnh ủy lâm thời Phú Thọ                    |         |
| 6   | Nguyễn Đức Thắng            | 7/1946-1/1947 | Bí thư Tỉnh ủy Phú Thọ                             |         |

### Giai đoạn 1947-1968
| STT | STT | Đại hội Đảng bộ | Tên                      | Nhiệm kỳ       | Chức vụ                | Phó Bí thư      | Ghi chú |
| --- | --- | --------------- | ------------------------ | -------------- | ---------------------- | --------------- | ------- |
| 1   | 1   | I               | Nguyễn Đức Thắng         | 1/1947-3/1948  | Bí thư Tỉnh ủy Phú Thọ | -               |         |
| 2   | 1   | I               | Nguyễn Tấn Phúc          | 5/1948-10/1948 | Bí thư Tỉnh ủy Phú Thọ | -               |         |
| 3   | 3   | I               | Phan Lang                | 11/1948-7/1949 | Bí thư Tỉnh ủy Phú Thọ | -               |         |
| 3   | 3   | II              | Phan Lang                | 7-8/1949       | Bí thư Tỉnh ủy Phú Thọ | -               |         |
| 4   | 4   | II              | Vũ Tuân                  | 8/1949-2/1951  | Bí thư Tỉnh ủy Phú Thọ | -               |         |
| 5   | 5   | III             | Lê Kim Giang (Hữu Chỉnh) | 3-7/1951       | Bí thư Tỉnh ủy Phú Thọ | Trần Đoàn       |         |
| 6   | 2   | III             | Nguyễn Tấn Phúc          | 7/1951-1/1957  | Bí thư Tỉnh ủy Phú Thọ | Lê Kim Giang    |         |
| 7   | 1   | III             | Nguyễn Thành Đô          | 10/1957-1958   | Bí thư Tỉnh ủy Phú Thọ | Lê Kim Giang    |         |
| 8   | 8   | IV              | Nguyễn Chấn              | 2/1959-7/1960  | Bí thư Tỉnh ủy Phú Thọ | Nguyễn Thành Đô |         |
| 8   | 8   | V               | Nguyễn Chấn              | 7/1960-3/1961  | Bí thư Tỉnh ủy Phú Thọ | Nguyễn Thành Đô |         |
| 9   | 2   | V               | Nguyễn Thành Đô          | 3/1961-5/1963  | Bí thư Tỉnh ủy Phú Thọ | Vũ Song         |         |
| 9   | 2   | VI              | Nguyễn Thành Đô          | 5/1963-3/1968  | Bí thư Tỉnh ủy Phú Thọ | Đỗ Đức Khóa     |         |

### Giai đoạn 1968-1996
Ủy viên Trung ương Đảng
      Ủy viên Trung ương Đảng dự khuyết
| STT | Đại hội Đảng bộ | Tên            | Nhiệm kỳ        | Chức vụ          | Chức vụ                          | Phó Bí thư       | Ghi chú |
| --- | --------------- | -------------- | --------------- | ---------------- | -------------------------------- | ---------------- | ------- |
| 1   | -               | Kim Ngọc       | 3/1968-5/1971   |                  | Bí thư Tỉnh ủy lâm thời Vĩnh Phú | Hoàng Quy        |         |
| 1   | -               | Kim Ngọc       | 3/1968-5/1971   | Nguyễn Thành Đô  | Bí thư Tỉnh ủy lâm thời Vĩnh Phú |                  |         |
| 1   | I               | Kim Ngọc       | 5/1971-4/1976   |                  | Bí thư Tỉnh ủy Vĩnh Phú          | Hoàng Quy        |         |
| 1   | I               | Kim Ngọc       | 5/1971-4/1976   | Nguyễn Thành Đô  | Bí thư Tỉnh ủy Vĩnh Phú          |                  |         |
| 1   | II              | Kim Ngọc       | 4/1976-11/1976  |                  | Bí thư Tỉnh ủy Vĩnh Phú          | Hoàng Quy        |         |
| 1   | II              | Kim Ngọc       | 4/1976-11/1976  | Nguyễn Thành Đô  | Bí thư Tỉnh ủy Vĩnh Phú          |                  |         |
| 1   | II              | Kim Ngọc       | 11/1976-5/1977  |                  | Bí thư Tỉnh ủy Vĩnh Phú          | Hoàng Quy        |         |
| 1   | II              | Kim Ngọc       | 11/1976-5/1977  | Nguyễn Thành Đô  | Bí thư Tỉnh ủy Vĩnh Phú          |                  |         |
| 2   | III             | Hoàng Quy      | 5/1977-12/1979  |                  | Bí thư Tỉnh ủy Vĩnh Phú          | Trần Lưu Vỵ      |         |
| 2   | III             | Hoàng Quy      | 5/1977-12/1979  | Nguyễn Văn Tôn   | Bí thư Tỉnh ủy Vĩnh Phú          |                  |         |
| 2   | IV              | Hoàng Quy      | 12/1979-1/1983  |                  | Bí thư Tỉnh ủy Vĩnh Phú          | Trần Lưu Vỵ      |         |
| 2   | IV              | Hoàng Quy      | 12/1979-1/1983  | Nguyễn Văn Tôn   | Bí thư Tỉnh ủy Vĩnh Phú          |                  |         |
| 2   | V               | Hoàng Quy      | 1-10/1983       |                  | Bí thư Tỉnh ủy Vĩnh Phú          | Nguyễn Văn Tôn   |         |
| 2   | V               | Hoàng Quy      | 1-10/1983       | Phạm Dụ          | Bí thư Tỉnh ủy Vĩnh Phú          |                  |         |
| 3   | V               | Nguyễn Văn Tôn | 10/1983-10/1986 |                  | Bí thư Tỉnh ủy Vĩnh Phú          | Phạm Dụ          |         |
| 3   | V               | Nguyễn Văn Tôn | 10/1983-10/1986 | Lê Huy Ngọ       | Bí thư Tỉnh ủy Vĩnh Phú          |                  |         |
| 4   | VI              | Lê Huy Ngọ     | 10/1986-7/1988  |                  | Bí thư Tỉnh ủy Vĩnh Phú          | Bùi Hữu Hải      |         |
| 4   | VI              | Lê Huy Ngọ     | 10/1986-7/1988  | Trần Văn Đăng    | Bí thư Tỉnh ủy Vĩnh Phú          |                  |         |
| 5   | VI              | Trần Văn Đăng  | 7/1988-4/1991   |                  | Bí thư Tỉnh ủy Vĩnh Phú          | Bùi Hữu Hải      |         |
| 5   | VI              | Trần Văn Đăng  | 7/1988-4/1991   | Hoàng Xuân Duyệt | Bí thư Tỉnh ủy Vĩnh Phú          |                  |         |
| 5   | VII             | Trần Văn Đăng  | 4/1991-11/1991  |                  | Bí thư Tỉnh ủy Vĩnh Phú          | Bùi Hữu Hải      |         |
| 5   | VII             | Trần Văn Đăng  | 4/1991-11/1991  | Hoàng Xuân Duyệt | Bí thư Tỉnh ủy Vĩnh Phú          |                  |         |
| 5   | VII             | Trần Văn Đăng  | 11/1991-8/1994  |                  | Bí thư Tỉnh ủy Vĩnh Phú          | Bùi Hữu Hải      |         |
| 5   | VII             | Trần Văn Đăng  | 11/1991-8/1994  | Hoàng Xuân Duyệt | Bí thư Tỉnh ủy Vĩnh Phú          |                  |         |
| 6   | VII             | Bùi Hữu Hải    | 8/1994-5/1996   |                  | Bí thư Tỉnh ủy Vĩnh Phú          | Hoàng Xuân Duyệt |         |
| 6   | VII             | Bùi Hữu Hải    | 8/1994-5/1996   | Nguyễn Văn Lâm   | Bí thư Tỉnh ủy Vĩnh Phú          |                  |         |
| 6   | VIII            | Bùi Hữu Hải    | 5/1996-12/1996  |                  | Bí thư Tỉnh ủy Vĩnh Phú          | Hoàng Xuân Cừ    |         |
| 6   | VIII            | Bùi Hữu Hải    | 5/1996-12/1996  | Nguyễn Văn Lâm   | Bí thư Tỉnh ủy Vĩnh Phú          |                  |         |

### Giai đoạn 1997-nay
Ủy viên Trung ương Đảng
      Ủy viên Trung ương Đảng dự khuyết
| STT | Đại hội Đảng bộ | Tên               | Nhiệm kỳ        | Chức vụ         | Chức vụ                         | Phó Bí thư        | Ghi chú |
| --- | --------------- | ----------------- | --------------- | --------------- | ------------------------------- | ----------------- | ------- |
| 1   | -               | Hoàng Xuân Cừ     | 1/1996-11/1997  |                 | Bí thư Tỉnh ủy lâm thời Phú Thọ | Nguyễn Hữu Điền   |         |
| 1   | -               | Hoàng Xuân Cừ     | 1/1996-11/1997  | Nguyễn Văn Lâm  | Bí thư Tỉnh ủy lâm thời Phú Thọ |                   |         |
| 1   | XIV             | Hoàng Xuân Cừ     | 11/1997-12/2000 |                 | Bí thư Tỉnh ủy Phú Thọ          | Nguyễn Hữu Điền   |         |
| 1   | XIV             | Hoàng Xuân Cừ     | 11/1997-12/2000 | Nguyễn Văn Lâm  | Bí thư Tỉnh ủy Phú Thọ          |                   |         |
| 1   | XV              | Hoàng Xuân Cừ     | 12/2000-7/2003  |                 | Bí thư Tỉnh ủy Phú Thọ          | Nguyễn Hữu Điền   |         |
| 1   | XV              | Hoàng Xuân Cừ     | 12/2000-7/2003  | Trần Ngọc Tăng  | Bí thư Tỉnh ủy Phú Thọ          |                   |         |
| 2   | XV              | Nguyễn Hữu Điền   | 7/2003-12/2005  |                 | Bí thư Tỉnh ủy Phú Thọ          | Ngô Đức Vượng     |         |
| 2   | XV              | Nguyễn Hữu Điền   | 7/2003-12/2005  | Trần Ngọc Tăng  | Bí thư Tỉnh ủy Phú Thọ          |                   |         |
| 3   | XVI             | Ngô Đức Vượng     | 12/2005-10/2010 |                 | Bí thư Tỉnh ủy Phú Thọ          | Nguyễn Doãn Khánh |         |
| 3   | XVI             | Ngô Đức Vượng     | 12/2005-10/2010 | Nguyễn Văn Sản  | Bí thư Tỉnh ủy Phú Thọ          | đến 6/2007        |         |
| 3   | XVI             | Ngô Đức Vượng     | 12/2005-10/2010 | Hoàng Dân Mạc   | Bí thư Tỉnh ủy Phú Thọ          | từ 6/2007         |         |
| 4   | XVII            | Nguyễn Doãn Khánh | 10/2010-3/2013  |                 | Bí thư Tỉnh ủy Phú Thọ          | Hoàng Dân Mạc     |         |
| 4   | XVII            | Nguyễn Doãn Khánh | 10/2010-3/2013  | Bùi Minh Châu   | Bí thư Tỉnh ủy Phú Thọ          |                   |         |
| 5   | XVII            | Hoàng Dân Mạc     | 4/2013-9/2015   |                 | Bí thư Tỉnh ủy Phú Thọ          | Bùi Minh Châu     |         |
| 5   | XVII            | Hoàng Dân Mạc     | 4/2013-9/2015   | Chu Ngọc Anh    | Bí thư Tỉnh ủy Phú Thọ          |                   |         |
| 5   | XVIII           | Hoàng Dân Mạc     | 9/2015-12/2018  |                 | Bí thư Tỉnh ủy Phú Thọ          | Bùi Minh Châu     |         |
| 5   | XVIII           | Hoàng Dân Mạc     | 9/2015-12/2018  | Nguyễn Hữu Đông | Bí thư Tỉnh ủy Phú Thọ          | đến 04/2016       |         |
| 5   | XVIII           | Hoàng Dân Mạc     | 9/2015-12/2018  | Bùi Văn Quang   | Bí thư Tỉnh ủy Phú Thọ          |                   |         |
| 5   | XVIII           | Bùi Minh Châu     | 12/2018-10/2020 |                 | Bí thư Tỉnh ủy Phú Thọ          | Bùi Văn Quang     |         |
| 5   | XVIII           | Bùi Minh Châu     | 12/2018-10/2020 | Hoàng Công Thủy | Bí thư Tỉnh ủy Phú Thọ          | đến 02/2023       |         |
| 6   | XIX             | Bùi Minh Châu     | 10/2020-nay     | Hoàng Công Thủy | Bí thư Tỉnh ủy Phú Thọ          | đến 02/2023       |         |
| 6   | XIX             | Bùi Minh Châu     | 10/2020-nay     | Phùng Khánh Tài | Bí thư Tỉnh ủy Phú Thọ          | 3/2023 - 6/2025   |         |

## Ban Thường vụ Tỉnh ủy khóa XIX (2020 - 2025)
Ngày 27/10/2020, Ban Chấp hành Đảng bộ tỉnh khóa XIX, nhiệm kỳ 2020-2025 đã họp phiên thứ nhất, tiến hành bầu Ban Thường vụ Tỉnh uỷ, các chức danh: Bí thư, Phó Bí thư Tỉnh uỷ, bầu Ủy ban Kiểm tra Tỉnh uỷ, Chủ nhiệm Ủy ban Kiểm tra Tỉnh uỷ.
1. Bùi Minh Châu - Ủy viên Trung ương Đảng, Bí thư Tỉnh ủy, Chủ tịch HĐND tỉnh, Trưởng đoàn ĐBQH khóa XV tỉnh.
2. Bùi Văn Quang - Phó Bí thư Tỉnh ủy, Chủ tịch UBND tỉnh.
3. Bùi Đình Thi - Trưởng ban Tổ chức Tỉnh ủy
4. Đinh Công Thực - Chủ tịch Ủy ban Mặt trận Tổ quốc tỉnh.
5. Vi Mạnh Hùng - Trưởng ban Tuyên giáo và Dân vận Tỉnh ủy.
6. Nguyễn Trung Kiên - Phó Chủ tịch thường trực HĐND tỉnh.
7. Nguyễn Hải - Chủ nhiệm Ủy ban Kiểm tra Tỉnh ủy.[5]
8. Đại tá Nguyễn Minh Tuấn - Giám đốc Công an tỉnh.
9. Đại tá Nguyễn Đình Cương - Chỉ huy trưởng Bộ Chỉ huy Quân sự tỉnh.[6]
10. Nguyễn Mạnh Sơn - Phó Chủ tịch UBND tỉnh.[7]
11. Phan Trọng Tấn - Phó Chủ tịch UBND tỉnh.[8]
12. Dương Hoàng Hương - Bí thư Thành ủy Việt Trì.
13. Nguyễn Thị Thanh Huyền - Trưởng ban Nội chính Tỉnh ủy.